# تيم كيهو
تيم كيهو (بالإنجليزية: Tim Kehoe)‏ هو مخترِع أمريكي، ولد في 11 مايو 1970 في سانت بول في الولايات المتحدة، وتوفي في 27 فبراير 2014.